# Ударцов, Юрий Владимирович
Юрий Владимирович Ударцов (укр. Юрій Володимирович Ударцов, род. 26 октября 1961, Донецк, УССР, СССР) — первый заместитель генерального прокурора Украины, государственный советник юстиции 1-го класса, заслуженный юрист Украины.

## Биография
В 1986 закончил Харьковский юридический институт им. Ф. Э. Дзержинского, в органах прокуратуры с апреля 1987. Начинал стажёром прокуратуры Красноармейска Донецкой области, затем стал помощником прокурора Кировского района Донецка. Затем становится прокурором следственного управления прокуратуры, начальником отдела надзора за соблюдением законов при проведении следствия органами прокуратуры следственного управления прокуратуры Донецкой области. После чего назначается прокурором Славянска, и затем заместителем прокурора Донецкой области, первым заместителем прокурора Днепропетровской области, прокурором Сумской, Луганской и Донецкой областей.
2 марта 2010 приказом генерального прокурора Украины А. И. Медведько назначен на должность прокурора Киева. С июня 2010 заместитель генерального прокурора Украины, с февраля 2011 1-й заместитель генерального прокурора Украины В. П. Пшонки.

## Регалии
- Орден «За заслуги» ІІІ степени[3];
- Нагрудные знаки «Почётный работник прокуратуры Украины», «Благодарность за добросовестную службу в органах прокуратуры» І степени, «Благодарность за длительную безупречную службу в органах прокуратуры», «Ветеран прокуратуры Украины»;
- Почётные грамоты Верховной рады и Кабинета министров.

## Семья
Женат.
- Старшая дочь — Тамара Юрьевна Ударцова, кандидат в мастера спорта по танцам, преподаватель йоги;
- Младшая дочь — Анна Юрьевна Ударцова, выпускница университета Питтсбургской юридической школы.